# (1903) Adzhimushkaj
(1903) Adzhimushkaj (1972 JL; 1938 UL; 1940 CJ; 1940 EG; 1942 PK; 1950 CQ; 1951 JM; 1958 TT; 1961 CG; 1968 OQ; 1971 DH) ist ein Asteroid des Hauptgürtels, der am 9. Mai 1972 von Tamara Michailowna Smirnowa im Krim-Observatorium entdeckt wurde.
Der Name des Asteroiden erinnert an die Kämpfer bei der Belagerung der Steinbrüche von Adschi-Muschkai im Deutsch-Sowjetischen Krieg. Die Mutter der Entdeckerin war daran beteiligt.